# Cathalijnepolder
De Cathalijnepolder is een polder ten zuidoosten van Oostburg, behorende tot de Oranjepolders.
De polder bestond al vóór de inundatie van 1583 en werd herdijkt omstreeks 1650. In het noorden heeft de Linie van Oostburg gelegen, met de Cathelijneschans, gelegen op de plaats waar het verdwenen dorp Sint-Cathelijne zich bevond, waar de 160 ha metende polder naar vernoemd is.
Aan de rand van de polder vindt men de buurtschappen Klein-Brabant en De Munte. Het kreekrestant de Blontrok bevindt zich voor een deel in deze polder.
De polder wordt begrensd door de Cathalijneschans, de Philipsweg, Klein Brabant, de Slepersdijk en De Munte.